# كيوي صغير منقط
كيوي صغير منقط أو كيوي أويني (الاسم العلمي:Apteryx owenii) هو نوع من الطيور يتبع جنس الكيوي من فصيلة الكيوية.
وهو صغير جدا ولا يستطيع مقاومة المفترسات من الخنازير والقواقم والقطط، والتي أدت إلى انقراضه من بعض الأماكن، وهو طائر صغير حجمه كحجم الدجاجة الصغيرة، فطوله يصل إلى 25 سنتمترا، ووزن الأنثى يصل إلى 1.3 كيلوغرام، وهي تضع بيضة واحدة يقوم الذكر باحتضانها.